# JJ・ブレデイ
ジェフリー・ジョセフ・ブレデイ（Jeffrey Joseph Bleday, /ˌblɛˈdeɪ/; 1997年11月10日 - ）は、 アメリカ合衆国ペンシルベニア州モンツアー郡ダンビル出身のプロ野球選手（外野手）。左投左打。MLBのアスレチックス所属。

## 経歴

### プロ入り前
2016年のMLBドラフト39巡目（全体1164位）でサンディエゴ・パドレスから指名されたが、契約せずにヴァンダービルト大学へ進学した。

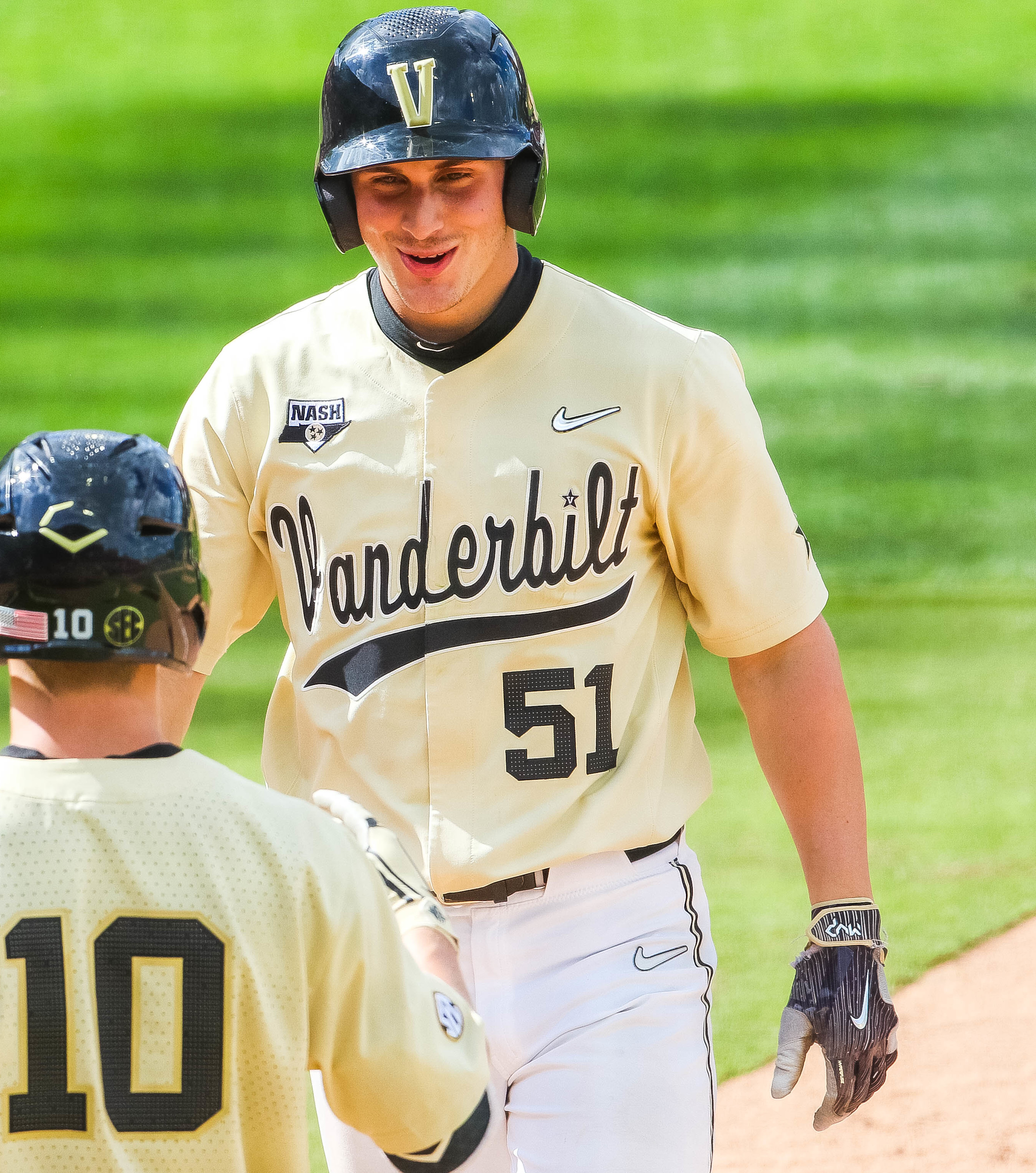
ヴァンダービルト大学時代
（2019年5月5日）

初年度の2017年は51試合に出場して打率.256、2本塁打、22打点を記録した。
2年目の2018年は39試合に出場して打率.368、4本塁打、15打点、2盗塁を記録した。
3年目の2019年は71試合に出場して打率.347、27本塁打、72打点、1盗塁を記録した。

### プロ入りとマーリンズ時代
2019年6月のMLBドラフトでは、1巡目（全体4位）でマイアミ・マーリンズから指名され、7月12日に契約を結んだ。契約後、傘下のA+級ジュピター・ハンマーヘッズでプロデビュー。38試合に出場して打率.257、3本塁打、19打点を記録した。
2020年は新型コロナウイルスの影響でマイナーリーグの試合が開催されなかったため、公式戦の出場は無かった。
2021年はAA級ペンサコーラ・ブルーワフーズでプレーし、120試合に出場して打率.300、15本塁打、85打点、6盗塁を記録した。オフにはアリゾナ・フォールリーグに参加し、メサ・ソーラーソックスに所属した。
2022年は開幕をAAA級ジャクソンビル・ジャンボシュリンプで迎えた。7月23日にメジャー契約を結んでアクティブ・ロースター入りし、同日のピッツバーグ・パイレーツ戦でメジャーデビューした。この年メジャーでは65試合に出場して打率.167、5本塁打、16打点、4盗塁を記録した。オフに背番号『25』への変更が発表された。

### アスレチックス時代
2023年2月11日にA.J.パックとのトレードで、オークランド・アスレチックスへ移籍した。移籍初年度となったこの年は打率.195、二桁本塁打となる10本、27打点、前年を上回る5盗塁を記録した。
2024年はほぼ全試合にあたる159試合に出場して打率.243、2年連続の二桁本塁打となる20本、60打点、2盗塁を記録した。
2025年、この年の開幕もメジャーで迎えたが47試合の出場で打率.204、6本塁打、18打点と不振で5月23日にデンゼル・クラーク、ウィリー・マカイバーとローガン・デビッドソンらの昇格に伴って、カルロス・デュラン、ジョニー・ペレダと共にオプションでAAA級ラスベガス・アビエイターズに降格した。

## 選手としての特徴
卓越したバットスピードを誇り、ケン・グリフィー・ジュニアは「打撃は同じ年の頃の僕よりいい」と評している。スピードはやや欠けているものの、高校まで投手を兼任していたこともあり、肩の評価も高い。

## 詳細情報

### 年度別打撃成績
| 年 度    | 球 団    | 試 合 | 打 席 | 打 数 | 得 点 | 安 打 | 二 塁 打 | 三 塁 打 | 本 塁 打 | 塁 打 | 打 点 | 盗 塁 | 盗 塁 死 | 犠 打 | 犠 飛 | 四 球 | 敬 遠 | 死 球 | 三 振 | 併 殺 打 | 打 率 | 出 塁 率 | 長 打 率 | O P S |
| -------- | -------- | ----- | ----- | ----- | ----- | ----- | -------- | -------- | -------- | ----- | ----- | ----- | -------- | ----- | ----- | ----- | ----- | ----- | ----- | -------- | ----- | -------- | -------- | ----- |
| 2022     | MIA      | 65    | 238   | 204   | 21    | 34    | 10       | 2        | 5        | 63    | 16    | 4     | 1        | 0     | 2     | 30    | 0     | 2     | 67    | 5        | .167  | .277     | .309     | .586  |
| 2023     | OAK      | 82    | 303   | 256   | 35    | 50    | 11       | 0        | 10       | 91    | 27    | 5     | 1        | 0     | 3     | 42    | 0     | 2     | 72    | 3        | .195  | .310     | .355     | .665  |
| 2024     | OAK      | 159   | 642   | 572   | 74    | 139   | 43       | 4        | 20       | 250   | 60    | 2     | 3        | 1     | 0     | 67    | 2     | 2     | 125   | 8        | .243  | .324     | .437     | .761  |
| MLB：3年 | MLB：3年 | 306   | 1183  | 1032  | 130   | 223   | 64       | 6        | 35       | 404   | 103   | 11    | 5        | 1     | 5     | 139   | 2     | 6     | 264   | 16       | .216  | .311     | .391     | .702  |

- 2024年度シーズン終了時

### 年度別守備成績
| 年 度 | 球 団 | 左翼（LF） | 左翼（LF） | 左翼（LF） | 左翼（LF） | 左翼（LF） | 左翼（LF） | 中堅（CF） | 中堅（CF） | 中堅（CF） | 中堅（CF） | 中堅（CF） | 中堅（CF） | 右翼（RF） | 右翼（RF） | 右翼（RF） | 右翼（RF） | 右翼（RF） | 右翼（RF） |
| 年 度 | 球 団 | 試 合      | 刺 殺      | 補 殺      | 失 策      | 併 殺      | 守 備 率   | 試 合      | 刺 殺      | 補 殺      | 失 策      | 併 殺      | 守 備 率   | 試 合      | 刺 殺      | 補 殺      | 失 策      | 併 殺      | 守 備 率   |
| ----- | ----- | ---------- | ---------- | ---------- | ---------- | ---------- | ---------- | ---------- | ---------- | ---------- | ---------- | ---------- | ---------- | ---------- | ---------- | ---------- | ---------- | ---------- | ---------- |
| 2022  | MIA   | 22         | 27         | 1          | 0          | 0          | 1.000      | 38         | 81         | 0          | 1          | 0          | .988       | 4          | 5          | 0          | 0          | 0          | 1.000      |
| 2023  | OAK   | 39         | 68         | 4          | 3          | 2          | .960       | 28         | 66         | 0          | 0          | 0          | 1.000      | 12         | 26         | 0          | 0          | 0          | 1.000      |
| 2024  | OAK   | -          | -          | -          | -          | -          | -          | 157        | 392        | 8          | 5          | 1          | .988       | -          | -          | -          | -          | -          | -          |
| MLB   | MLB   | 61         | 95         | 5          | 3          | 2          | .971       | 223        | 539        | 8          | 6          | 1          | .989       | 16         | 31         | 0          | 0          | 0          | 1.000      |

- 2024年度シーズン終了時

### 背番号
- 67（2022年）
- 33（2023年 - ）